# Goodbye Blue Sky
Cet article possède un paronyme, voir Blue Sky.
Pistes de The Wall
Mother Empty Spaces
Goodbye Blue Sky est une chanson du groupe de rock progressif britannique Pink Floyd écrite par Roger Waters. Elle apparaît sur l'album The Wall sorti en 1979. Le groupe Future Sound of London a fait une version de la chanson appelée Goodbye Sky. Le groupe System of a Down a aussi joué la chanson en concert.
Sur l'édition originale en vinyle, Goodbye Blue Sky ouvrait la deuxième face du double album, précédée par Mother qui clôturait la première.

## Composition
La chanson est très calme, en ré majeur (D) et en quatre temps (4/4), bien que le ton de voix change souvent dans la chanson. Au début, il y a un petit garçon qui dit : « Look, mummy, there's an aeroplane up in the sky! » (« Regarde, maman, il y a un avion dans le ciel! »). La voix est en fait celle d'Harry Waters, le fils de Roger Waters. Cette section particulière est calme, mais devient rapidement plus sinistre. Ensuite, les paroles commencent. Les accords sont similaires à la chanson Grantchester Meadows de l'album Ummagumma.

## Analyse des paroles
Comme les autres chansons de The Wall, Goodbye Blue Sky raconte une partie de l'histoire de Pink, le personnage principal de l'album. Le contexte de la chanson est assez flou. Il parle de la Seconde Guerre Mondiale, bataille d'Angleterre dans laquelle a péri son père, tué par les Allemands et souffrant du fait qu'il n'a que sa mère pour le protéger. D'après Roger Waters, l'auteur de la chanson, la chanson a été écrite à propos des souvenirs de l'enfance et la préparation pour l'avenir. Waters était plutôt vague quant aux raisons de la présence de cette chanson sur The Wall : « Depuis que nous avons assemblé l'album, je n'y ai jamais clairement pensé, mais je sais que c'est plutôt confus. Je pense que le meilleur moyen c'est de voir ça comme un résumé de la première face de l'album. C'est comme si on ressortait de l'enfance à ce stade ».

## Version du film
Dans l'adaptation cinématographique de l'album, The Wall, on montre des animations de Gerald Scarfe lors de cette chanson. Elle montre un aigle Nazi qui frôle le sol et laisse une traînée de sang. Il survole l'Angleterre et en fait un paysage de guerre. On voit des personnes nues munis de masques à gaz et le drapeau du Royaume-Uni devenir une croix sanglante.

## Personnel
- David Gilmour : chant, guitare classique, guitare basse, synthétiseur
- Roger Waters : chant, VCS3
- Richard Wright : synthétiseur
- Harry Waters : voix (au début de la chanson)